# Cerodontha atrissima
Cerodontha atrissima är en tvåvingeart som beskrevs av Spencer 1977. Cerodontha atrissima ingår i släktet Cerodontha och familjen minerarflugor. Inga underarter finns listade i Catalogue of Life.